# Ventaglio
Un ventaglio o rosta è uno strumento portatile, che, quando lo si agita, si impiega per spingere l'aria verso la persona in modo da rinfrescarsi. Il ventaglio ha due parti principali:
- Il pavese, costituito dalla tela (dipinta, stampata o no), che può avere in aggiunta un ricamo, un merletto (Europa) oppure essere costituito da un semplice foglio di carta stampata (Asia).
- La base rigida e pieghevole, è spesso costruita in avorio, celluloide, legno, madreperla, plastica, oppure tartaruga, e viene denominata baraja. I ventagli senza un pavese si chiamano (in spagnolo) de baraja.

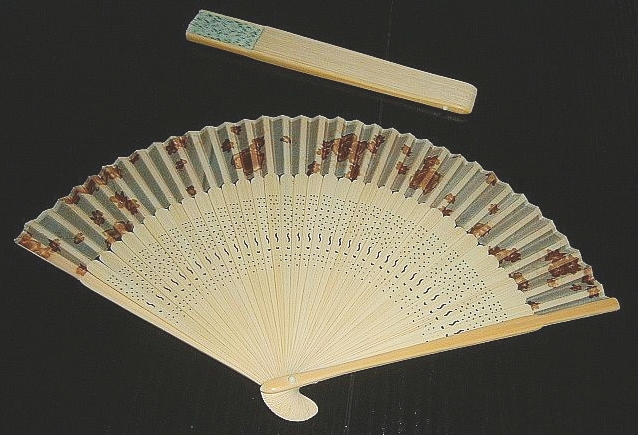
Un ventaglio chiuso ed un altro aperto.

## Impiego
Quando fa caldo, il sudore si deposita sull'epidermide e forma un sottile strato umido. Il ventaglio (così come anche il ventilatore) permette di ricambiare più rapidamente l'aria satura di umidità in prossimità della pelle, e quindi facilita la dissipazione di calore per evaporazione, dando come risultato una confortevole sensazione di freschezza che allevia la persona.
Trattasi di una sensazione di freschezza illusoria in quanto in base ai principi della termodinamica il calore prodotto dal lavoro della muscolatura per muovere il ventaglio non può che essere maggiore del calore dissipato dalla evaporazione del sudore.

## Forme dei ventagli

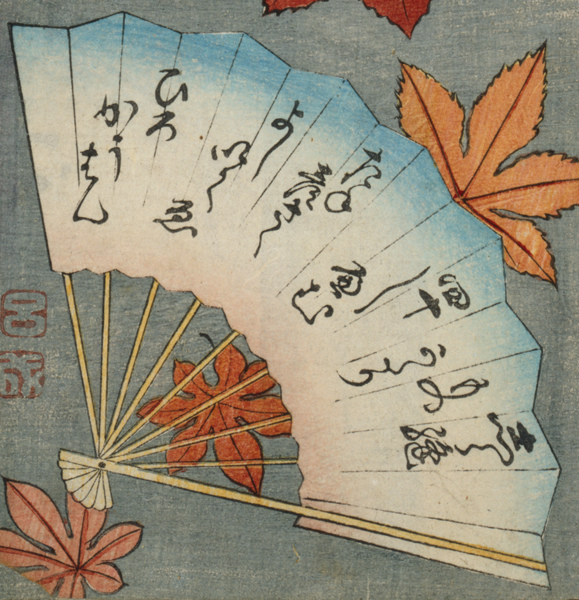
Un sensu, tradizionale ventaglio pieghevole giapponese

I ventagli si presentano sotto forme diverse, in particolare:
- Ad intelaiatura fissa, con manico e schermo in cartone oppure in legno e carta, o in metallo e stoffa, denominato "ventola";
- Con lungo manico e fissaggio che riunisce una serie di piume o palmette (ad esempio un modello, trovato dentro la tomba di Tuthankhamon);
- Ventaglio a coccarda, utilizzato nell'Alto Medioevo, che attualmente viene conservato dalle chiese cristiane sotto forma di "flabellum" liturgico;
- Ventaglio privo di pagina, denominato "brisé" costituito da lamine che possono essere d'avorio, madreperla, legno oppure altri materiali rigidi, tenute insieme, alla base, da un perno chiamato rivetto, e riunite all'altra estremità da un nastro;
- Pieghevoli, dove delle "stecche" di materiale rigido servono di supporto ad una pagina in carta oppure in seta, che può essere di diversa natura, dentellata oppure ricamata o dipinta.

Le ultime due varietà, sono state inventate e poi perfezionate dai giapponesi e dai cinesi nel IX secolo, (che commerciavano indirettamente tramite la Corea).

## Storia

### Antichità egiziana e greco-romana
La umbela o prendisole ed il flabélum o ventaglio alto provengono dalla più remota antichità egizia ed asiatica come si manifesta nei bassorilievi e pitture già almeno dalla XIX dinastia dell'Antico Egitto. Ma venivano adoperati soltanto nei servizi e nelle cerimonie di palazzo. La civiltà greca adoperò il ventaglio per l'utilizzo domestico dal V secolo a.C. e a loro volta sembra che gli etruschi e gli antichi romani imitassero i greci.
Durante il Medioevo il ventaglio venne impiegato sia nell'uso civile così come oggetto simbolico in alcune manifestazioni religiose. Si costruiva il ventaglio in forme molto diverse e con materiali molto variegati, predominando la tela e le penne.

### Cina
I cinesi possedevano già dei ventagli rigidi in bamboo nel II secolo a.C. Il ventaglio pieghevole venne inventato dai giapponesi fra il VII e il IX secolo forse ispirati dal meccanismo dell'ala del pipistrello. In Europa si conosce dalla fine del XV secolo dopo la sua importazione dalla Cina, portato dai portoghesi che avevano aperto rotte commerciali fino in Estremo Oriente.

### Diffusione del ventaglio in Europa
Introdotto in Francia da Caterina De' Medici, diventò l'oggetto favorito di Elisabetta I d'Inghilterra, e sperimentò importanti sviluppi in Europa nel XVII secolo e nel XVIII secolo. Non era un oggetto troppo difficile da copiare, né di difficile manifattura, dal momento che si diffuse per tutta Europa, e dunque la sua elaborazione avvenne sul piano decorativo e dei materiali. Prodotto essenzialmente in Francia, Inghilterra, Paesi Bassi ed Italia, divenne all'inizio un oggetto aristocratico ed artistico, spesso riprendente i soggetti di dipinti noti sia sulla pagina che sulle montature d'avorio, destinato a dame della classe superiore.
Successivamente il suo uso si estese a tutti gli strati sociali, da una parte divenne sempre più elaborato, destinato ad essere esibito in grandi feste oppure appeso alle pareti come oggetto decorativo, dall'altra divenne più standardizzato, leggero e resistente per l'uso estivo quotidiano.

### Il ventaglio artistico
Il ventaglio artistico viene costruito in una varietà enorme di varianti per dimensioni, forme, disegni e materiali (periodo barocco e neoclassicismo) dal momento che negli ultimi tre secoli i capricci della moda e l'inventiva dei miniaturisti hanno introdotto ricami, rilievi, incrostazioni e vari tipi di materiali pregiati. La pittura di paesaggi e le scene domestiche e sociali sono un soggetto abituale nel disegno della pagina, anche se nel corso degli anni, è stato rappresentato ogni tipo di immagini dipinte ad acquarello e stampate con manici in madreperla, avorio oppure legno intagliato.

### Il ventaglio di uso comune e politico
I soggetti evolsero verso modelli meno ricercati, destinati ai borghesi della fine del XVIII secolo, e la qualità minore permetteva di diminuirne il prezzo e facilitava la diffusione dell'oggetto tra la classe media. Specialmente i ventagli in carta stampata permisero di diminuire il prezzo al pubblico (e divennero per sé stessi strumenti di propaganda politica durante l'epoca della Rivoluzione francese). 

Attualmente il ventaglio sembra essere caduto in disuso, sin dall'epoca d'anteguerra, se non come oggetto pubblicitario (a volte di eccellente qualità) oppure come oggetto di uso comune in luoghi caldi come il Sud Italia o la Spagna, dove la fabbricazione si è stabilita da qualcosa meno di due secoli.
Continua ad accompagnare qualche personaggio iconoclasta o eccentrico, come simbolo del desiderio di elevazione e di autorità, il rifiuto del conformismo e del livellamento al basso.
In Italia, si tiene annualmente, verso la fine di luglio, presso Palazzo del Quirinale, Palazzo Montecitorio e Palazzo Madama (o Palazzo Giustiniani), in vista della chiusura dei lavori parlamentari per la pausa estiva, la cerimonia del ventaglio, durante la quale l'Associazione stampa parlamentare dona un ventaglio decorato al Presidente della repubblica Italiana e ai Presidenti della Camera dei deputati e del Senato.
Analoga cerimonia, a cura del Sindacato stampa parlamentare, si svolge ogni anno, tra la fine di luglio e i primi d'agosto, a Sala d'Ercole, sede, dal 1560, del Parlamento siciliano.

### L'arte del ventaglio in Spagna

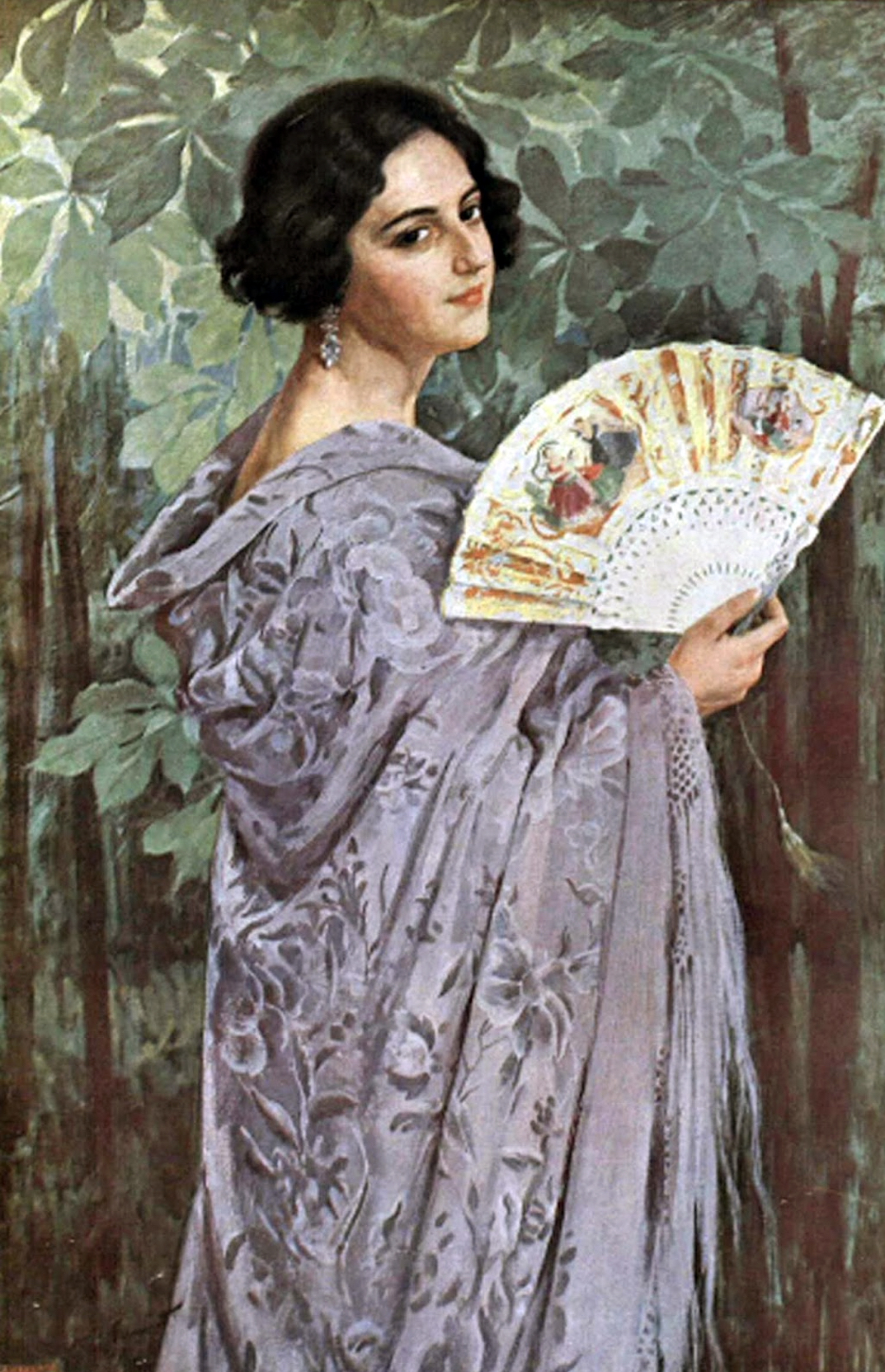
Dama con ventaglio, di Enrique Simonet

Nel XVIII secolo si trasferisce in Spagna l'artigiano francese Eugène Prost, che gode della protezione del conte di Floridablanca facendo diventare la Spagna uno dei principali produttori mondiali, in concorrenza con francesi e italiani. Nello stesso secolo si crea il sindacato degli Abaniqueros (produttori di ventagli) ed agli inizi del XIX secolo viene fondata la Real Fábrica de Abanicos. All'inizio, il ventaglio veniva utilizzato sia dal genere maschile che femminile, dal momento che spesso gli uomini portavano piccoli modelli nelle tasche. Progressivamente il suo utilizzo diventa appannaggio esclusivo delle dame, sin dall'inizio del XX secolo arrivando fino ai giorni nostri. Oggigiorno, si trova a Cadice, in Andalusia, la principale scuola e manifattura di artigianato artistico di ventagli nel mondo.

## Lingua del ventaglio
Nel XIX secolo e ad inizio del XX secolo, in Francia e Spagna il ventàglio si trasformò in uno strumento di comunicazione ideale in un momento nel quale la libertà di espressione, di circolazione e di socializzazione con l'altro sesso, delle donne era stata fortemente limitata. Alcuni fabbricanti di ventagli sembra che abbiano codificato e diffuso la nozione di questo tipo di messaggi, per aumentarne il desiderio e incrementarne le vendite.
I principali gesti ed i significati corrispondenti che diedero luogo a quella che venne denominata la lingua del ventaglio, sono:

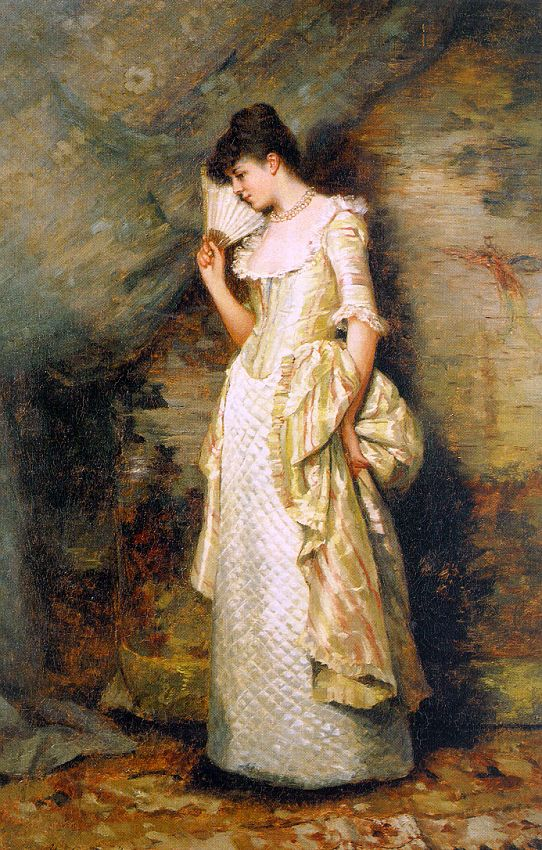
Donna con ventaglio, di Hamilton Hamilton

- Sostenere il ventaglio con la mano destra di fronte al viso: seguimi.
- Sostenerlo con la mano sinistra di fronte al viso: vorrei conoscerti.
- Coprirsi per un po' l'orecchio sinistro: vorrei che tu mi lasciassi in pace.
- Lasciarlo scivolare sulla fronte: sei cambiato.
- Muoverlo con la mano sinistra: ci osservano.
- Cambiarlo alla mano destra: ma come osi?
- Lanciarlo con la mano: ti odio!
- Muoverlo con la mano destra: voglio bene ad un altro!
- Lasciarlo scivolare sulle guance: ti voglio bene!
- Mostrarlo chiuso e fermo: mi vuoi bene?
- Lasciarlo scivolare sugli occhi: vattene, per favore.
- Far scivolare un dito dell'altra mano sui bordi: vorrei parlarti.
- Appoggiarlo sulla guancia destra: si.
- Appoggiarlo sulla guancia sinistra: no.
- Aprirlo e chiuderlo lentamente e ripetutamente: sei crudele!
- Abbandonarlo lasciandolo appeso: rimaniamo amici.
- Sventagliarsi lentamente: sono sposata.
- Sventagliarsi rapidamente: sono fidanzata.
- Appoggiarsi il ventaglio sulle labbra: baciami!
- Aprirlo molto lentamente con la destra: aspettami.
- Aprirlo molto lentamente con la mano sinistra: vieni e parliamo.
- Colpirsi la mano sinistra con il ventàglio chiuso: scrivimi.
- Chiuderlo a metà sulla destra e sulla sinistra: non posso.
- Aperto massimamente ma coprendo la bocca: non ho uomo.

Il linguaggio del ventaglio fu ben spiegato nel 1760 dal marchese de Caraccioli in un suo libro.

## Libri che hanno la parola "ventaglio" nel titolo
- Il ventaglio di Lady Windermere di Oscar Wilde.
  -  Oscar Wilde, Il ventaglio di lady Windermere, Marietti, 1998. ISBN 978-88-211-6435-4.
- Checcoli Anna, Il ventaglio e i suoi segreti, Tassinari, 2009
- Checcoli Anna, Ventagli cinesi giapponesi ed orientali, Tassinari, 2009

## Film che utilizzano il ventaglio in una scena "clou"
- Il ventaglio di Lady Windermere (Lady Windermere's Fan), regia di Ernst Lubitsch (1925) con May McAvoy, Ronald Colman, Irene Rich.
- Memorie di una geisha, film del 2005 di Rob Marshall, mostrante l'utilizzo del ventaglio da danza "maiougi".
- Marie Antoinette (film 2006), film di Sofia Coppola, con Asia Argento
- Il ventaglio segreto, film del 2011 di Wayne Wang, con Hugh Jackman, Archie Kao, Vivian Wu, Bingbing Li, Gianna Jun. Cina, U.S.A.
- Il ventaglio bianco, film del 1980 di Jackie Chan cui è attore e regista

## Moda e musei
È stato scritto che quando il ventaglio diventò demodée, negli anni Venti, le donne persero una delle loro più importanti forme di comunicazione. Nel corso del XVIII secolo alle ragazze della nobiltà era insegnato a maneggiare i loro ventagli nelle loro lezioni di portamento condotte dai loro maestri di danza. Nel 1711 la pubblicazione satirica di Joseph Addison, The Spectator, inventò un'Accademia di formazione sull'uso del ventaglio. Nel XIX secolo Duvelleroy, la più importante fabbrica di ventagli, pubblicò una specie di vocabolario dei gesti e dei modi usati nel linguaggio del ventaglio. Dal 1991 è aperto al pubblico il Museo del Ventaglio (The Fan Museum) di  Greenwich che allestisce anche mostre tematiche in sedi diverse, come quella intitolata Fabulous Fan al Victoria and Albert Museum della primavera del 1995.